# سكوت يونغ (لاعب هوكي الجليد)
سكوت يونغ هو لاعب هوكي الجليد كندي، ولد في 26 مايو 1965.

## وصلات خارجية
- سكوت يونغ على موقع EliteProspects.com (الإنجليزية)
- سكوت يونغ على موقع HockeyDB.com (الإنجليزية)